# Tallinn-Väike
Tallinn-Väike – stacja kolejowa w miejscowości Tallinn, w prowincji Harjumaa, w Estonii. Położona jest na linii Tallinn - Parnawa/Viljandi.
Stacja powstała w okresie carskim.
Stacja kolejki wąskotorowej do 1971 roku.

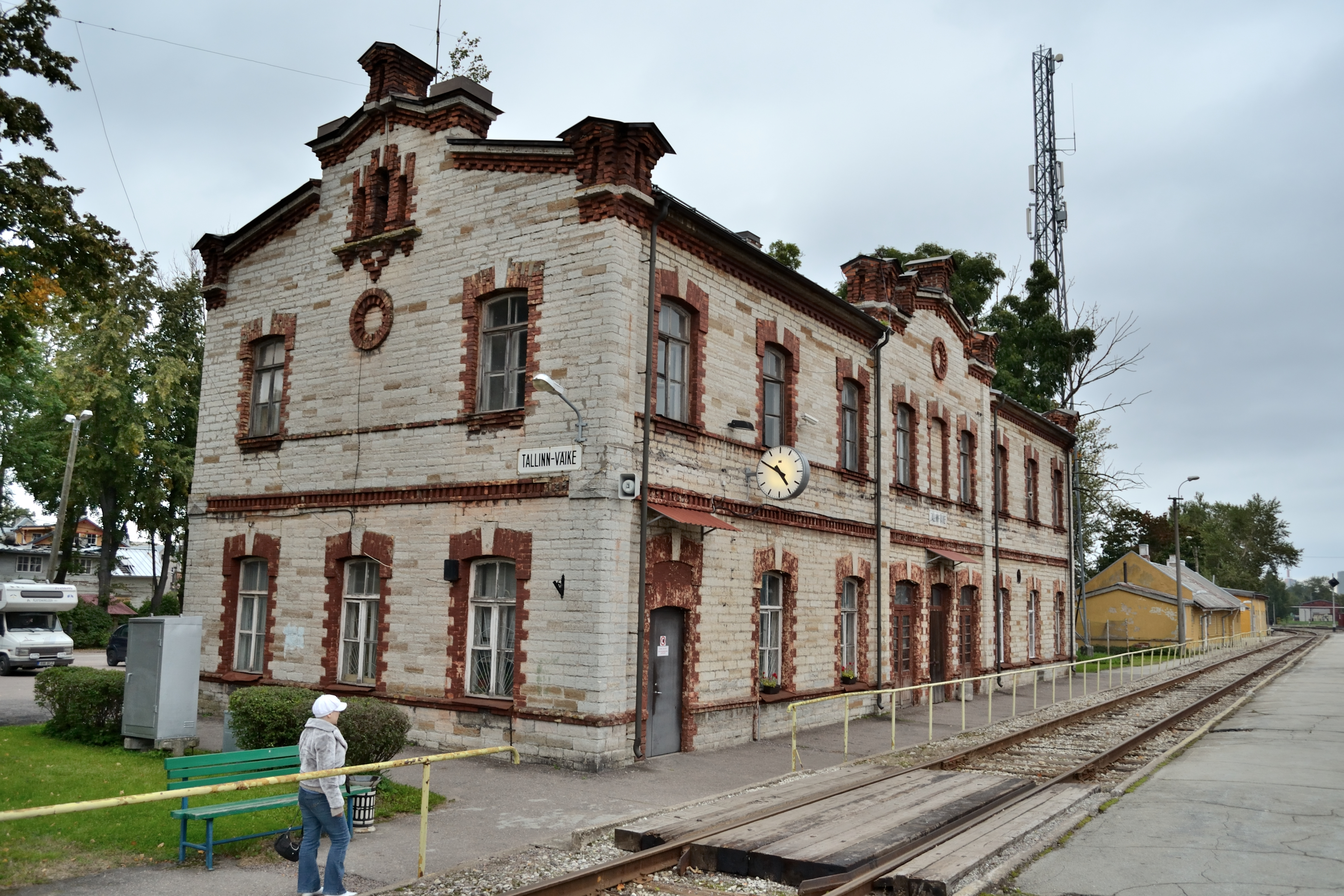
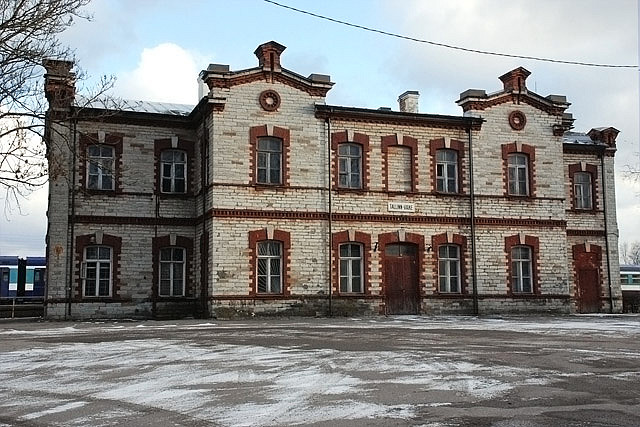